# ارتش نهم (ورماخت)
ارتش نهم (به آلمانی: Armeeoberkommando 4، به اختصار: 9. Armee) یکی از ارتش‌های نیروی زمینی آلمان در دوره رایش سوم بود که در جنگ جهانی دوم به عملیات پرداخت.

## تاریخچه عملیاتی

### شوروی
ارتش نهم به عنوان بخشی از گروه ارتش مرکز در عملیات بارباروسا، تهاجم آلمان به شوروی، حضور داشت. این ارتش تا میانه ماه سپتامبر سال ۱۹۴۱ در این عملیات متحمل ۴۸ هزار نفر تلفات شد.

## فرماندهان
- یوهانس بلاسکوویتس
- آدولف اشتراوس
- والتر مدل
- یوزف هارپه
- هانس جردن
- نیکولاوس فن فورمان
- فرایهر فن لوتویتس
- تئودور بوسه